# Gat de bodega

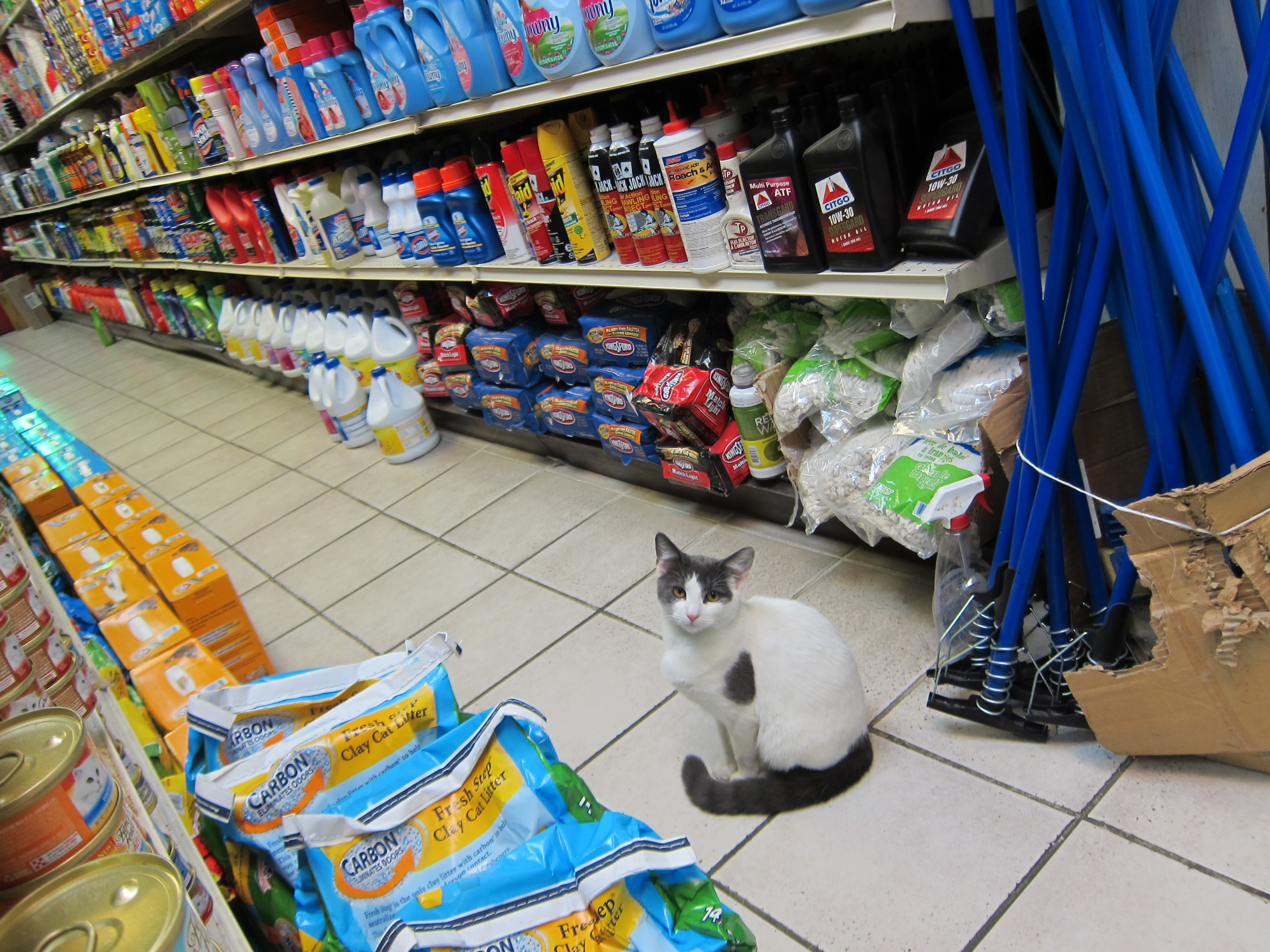
Un gat de bodega a Greenpoint, Brooklyn, Nova York

Un gat de bodega (també conegut com a gat de paki, gat de botiga o gat de magatzem) és un tipus de gat de treball que habita una bodega, que en l'anglès de la ciutat de Nova York es refereix a una botiga de conveniència o de delicatessen. A Nova York se'ls anomena bodega cat, deli cat, store cat, or shop cat.
Igual que els gats de granja, els gats de biblioteca i els gats de vaixell, un gat de bodega és normalment un gat de raça mixta que es manté com a forma de control biològic de plagues per gestionar o prevenir infestacions de rosegadors.
Un gat de bodega pot ser un gat domesticat que té el propietari de la bodega o un gat semisalvatge que el propietari de la bodega atrau a la botiga mitjançant l'alimentació regular. Els departaments de salut pública normalment prohibeixen els gats de bodega sota codis alimentaris que prohibeixen els animals vius als establiments on es venen béns consumibles.

## Etimologia

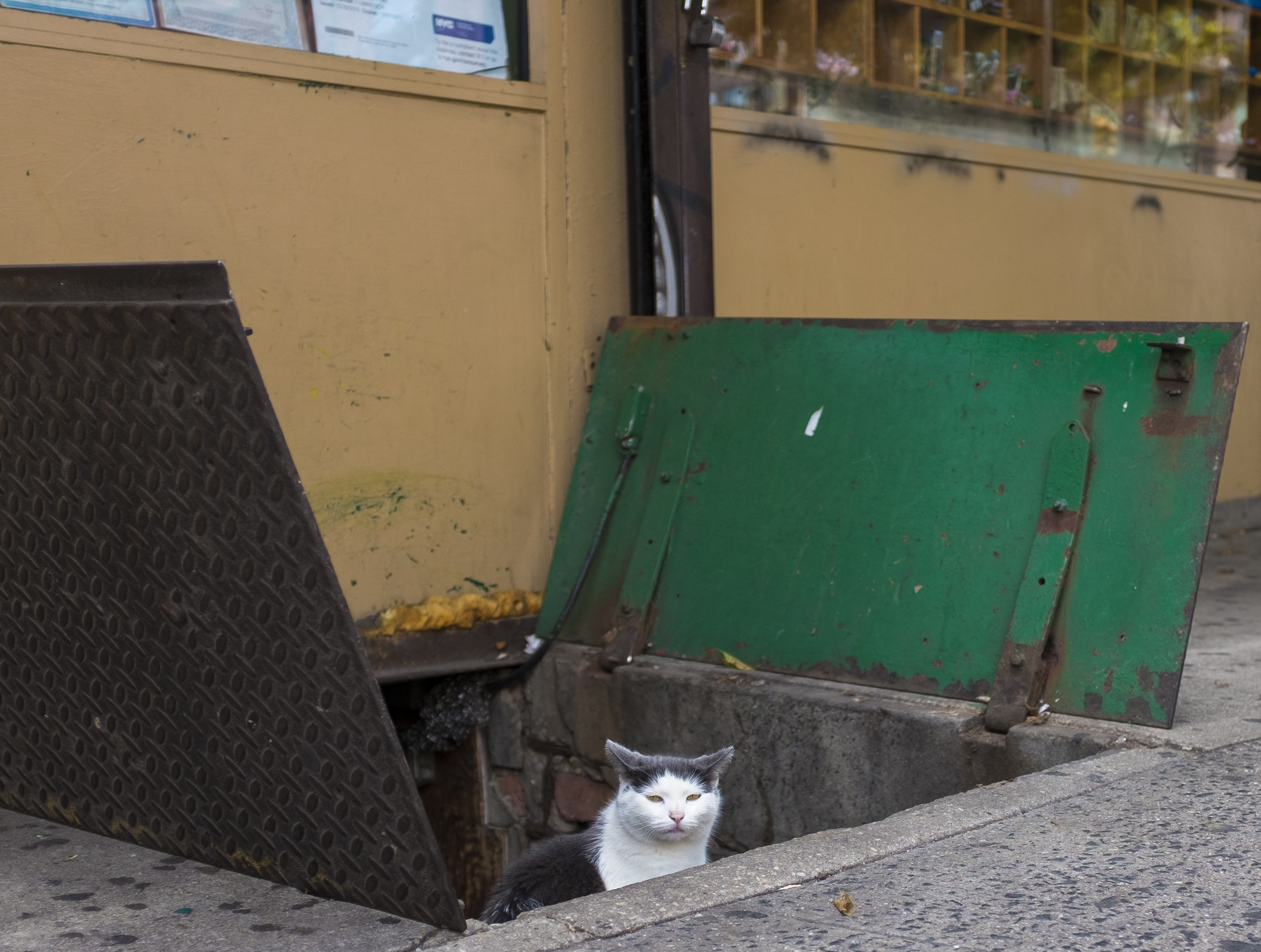
Un gat de bodega a Hudson Square, Manhattan, Nova York

El terme deriva de bodega, una paraula castellana que es tradueix per "magatzem" o "bodega de vins". Normalment s'utilitza a la ciutat de Nova York per referir-se a una botiga de conveniència que ven queviures, embotits, entrepans, refrescos i altres productes bàsics. El terme s'associa habitualment amb negocis a la ciutat de Nova York i altres ciutats americanes amb poblacions llatines substancials.

## Legalitat

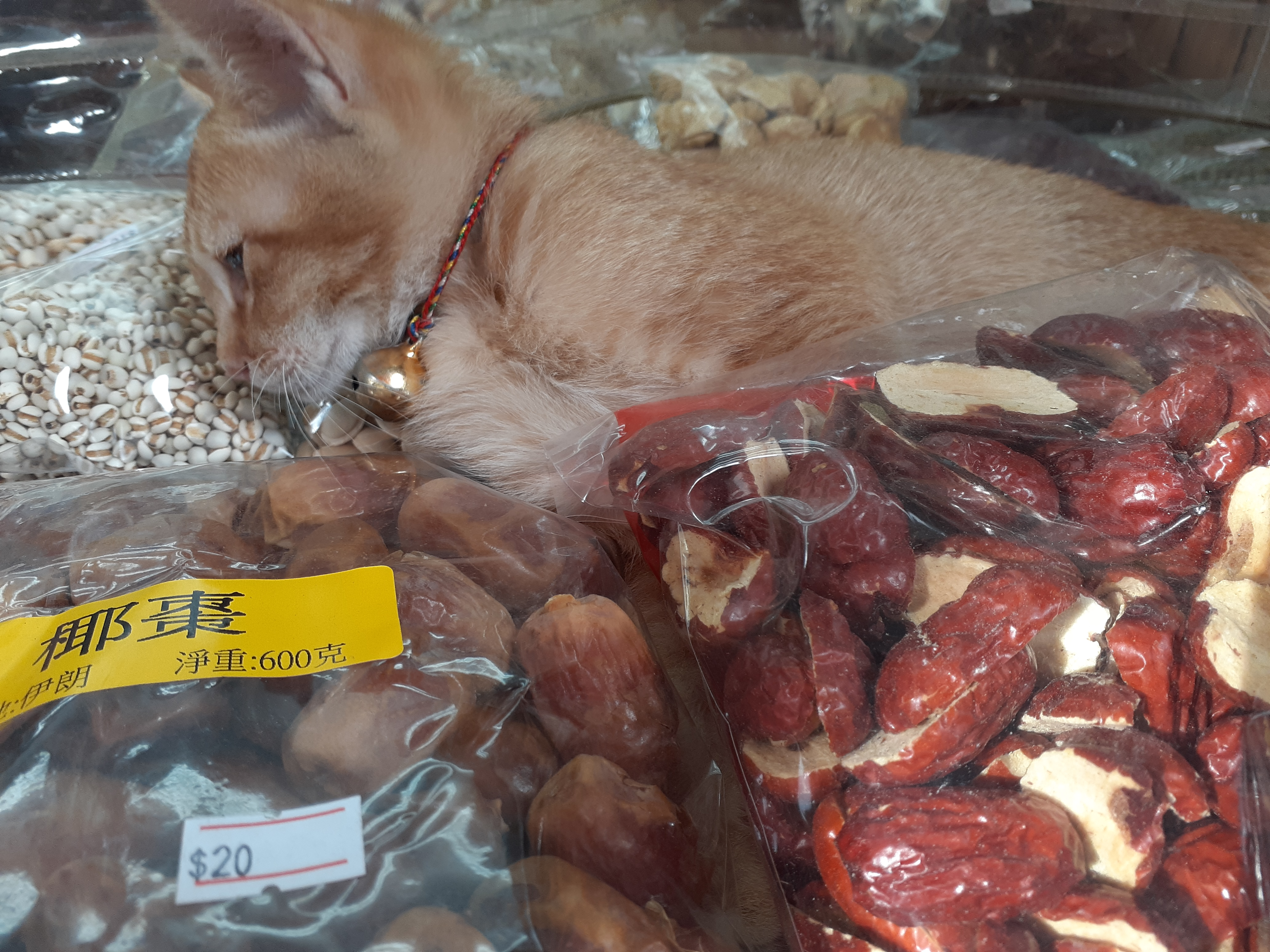
Gat de botiga, maig de 2020, Queen's Road West, Hong Kong

El Departament de Salut i Higiene Mental de la ciutat de Nova York considera que els gats de bodega són una "deficiència general", esmentant preocupació pel potencial que representen per a la contaminació dels aliments. Segons el capítol 23 del Pla de sancions per infraccions d'establiments de serveis d'aliments, els establiments que venen aliments que mantenen animals vius que no siguin animals de servei o peixos guardats en tancs estan subjectes a una multa que va de 200 a 350 dòlars. Malgrat això, els gats segueixen sent una presència omnipresent a moltes de les més de 10.000 bodegues de la ciutat de Nova York. El The New York Times informa que molts propietaris de bodegues mantenen gats malgrat la llei perquè es consideren preferibles a les infestacions de rosegadors, que també comporten una multa de 300 dòlars.

## Animals a les botigues
Segons informa Alexandra Genova al The New York Times, hi ha moltes altres menes d'animals que fan de mascota a les botigues de Nova York, complint múltiples funcions: 
Sí, els estimats gats de bodega de Nova York són famosos a Internet. Un compte d'Instagram dedicat a fer cròniques dels simpàtics felins que viuen a les xarcuteries de les cantonades, fent d'exterminadors i d'animadors, té més de 400.000 seguidors. Però aquests no són els únics animals que estan com a casa a les petites empreses de barri. Hi ha el colom convertit en mascota no oficial de la bugaderia. Els lloros rescatats que fan companyia a tothom en una botiga de licors. I el gall que ajuda un barber a evitar la nostàlgia.

En un moment difícil per a les petites empreses, qualsevol manera de tenir un peu, o quatre, per davant de la competència és clau. I les mascotes de botiga ajuden en aquest sentit. Poden transformar una botiga en un enclau comunitari. Es fan amics dels clients i es converteixen en una raó perquè passin per allà. Per als propietaris, les mascotes porten la família al lloc de treball, ajudant a evitar la solitud durant les pauses del dia. Els animals també poden generar atenció addicional, bàsicament publicitat gratuïta.

## A la cultura popular
Els gats de bodega formen part de la cultura d'Internet, així com de la cultura popular de la ciutat de Nova York. Diversos blogs i comptes de xarxes socials es dediquen a fer cròniques de fotografies de gats de bodega a tota la ciutat. El 2019, un sketch de Saturday Night Live protagonitzat per John Mulaney va parodiar el musical Cats fent servir un gat de bodega. Aquell mateix any, un gat de bodega al 71 Fresh Deli and Grocery de Kips Bay, Manhattan, va ser robat de la botiga; el robatori del gat va ser àmpliament cobert als mitjans de la ciutat de Nova York, amb The New York Times, New York Daily News i NY1 informant de l'incident. El 2022, dos còmics de la ciutat de Nova York, Sam Morril i Mark Normand, van estrenar al podcast We Might Be Drunk la seva pròpia marca de whisky anomenada Bodega Cat.
També hi ha hagut nombroses il·lustracions de gats de bodega com a símbol cultural.